# Etiópia a 2013-as úszó-világbajnokságon
Etiópia három úszóval vett részt a 2013-as úszó-világbajnokságon, akik négy versenyszámban indultak.

## Úszás
Férfi
| Versenyző    | Verseny                  | Selejtező | Selejtező | Elődöntő          | Elődöntő          | Döntő             | Döntő             |
| Versenyző    | Verseny                  | Idő       | Helyezés  | Idő               | Helyezés          | Idő               | Helyezés          |
| ------------ | ------------------------ | --------- | --------- | ----------------- | ----------------- | ----------------- | ----------------- |
| Esayas Ayele | 50 méteres pillangóúszás | 30.79     | 76        | Nem jutott tovább | Nem jutott tovább | Nem jutott tovább | Nem jutott tovább |
| Robel Habte  | 50 méteres gyorsúszás    | 27.48     | 88        | Nem jutott tovább | Nem jutott tovább | Nem jutott tovább | Nem jutott tovább |
| Robel Habte  | 100 méteres gyorsúszás   | 1:02.57   | 84        | Nem jutott tovább | Nem jutott tovább | Nem jutott tovább | Nem jutott tovább |

Női
| Versenyző     | Verseny             | Selejtező  | Selejtező  | Elődöntő          | Elődöntő          | Döntő             | Döntő             |
| Versenyző     | Verseny             | Idő        | Helyezés   | Idő               | Helyezés          | Idő               | Helyezés          |
| ------------- | ------------------- | ---------- | ---------- | ----------------- | ----------------- | ----------------- | ----------------- |
| Meseret Amare | 50 méteres hátúszás | Nem indult | Nem indult | Nem jutott tovább | Nem jutott tovább | Nem jutott tovább | Nem jutott tovább |